# Saint-Aignan-de-Couptrain
Saint-Aignan-de-Couptrain – miejscowość i gmina we Francji, w regionie Kraj Loary, w departamencie Mayenne.
Według danych na rok 1990 gminę zamieszkiwały 393 osoby, a gęstość zaludnienia wynosiła 23 osób/km² (wśród 1504 gmin Kraju Loary Saint-Aignan-de-Couptrain plasuje się na 914. miejscu pod względem liczby ludności, natomiast pod względem powierzchni na miejscu 685.).